# Prentin Do
Prentin Do (cyr. Прентин До) – wieś w Czarnogórze, w gminie Cetynia. W 2003 roku liczyła 18 mieszkańców.